# 누나부트 준주의 기

누나부트 준주의 기

누나부트 준주 지사의 기

누나부트 준주의 깃발은 노랑, 하양으로 이루어진 바탕에 붉은색의 이눅슈크와 파란색 별이 새겨진 형태의 기이다.